# De heer des huizes
De heer des huizes (Deens: Du skal ære din hustru) is een Deense filmkomedie uit 1925 onder regie van Carl Theodor Dreyer.

## Verhaal
Viktor Frandsen is een brute echtgenoot. Hij heeft er geen begrip voor dat zijn vrouw Ida met minder geld moet rondkomen, sinds hun bedrijf verlies boekt. Het oude kindermeisje van Viktor besluit om hem een lesje te leren.

## Rolverdeling
| Acteur           | Personage               |
| ---------------- | ----------------------- |
| Johannes Meyer   | Viktor Frandsen         |
| Astrid Holm      | Ida Frandsen            |
| Karin Nellemose  | Karen Frandsen          |
| Mathilde Nielsen | Kindermeisje van Viktor |
| Clara Schønfeld  | Alvilda Kryger          |
| Johannes Nielsen | Arts                    |
| Petrine Sonne    | Wasvrouw                |
| Aage Hoffman     | Jongen                  |
| Byril Harvig     | Kind                    |